# FIA Fórmula 2
El Campionat FIA Fórmula 2 (abreujada FIA F2) és una competició d'automobilisme de velocitat coneguda fins 2016 com a GP2 Sèries.

## História

### GP2 Series
Dissenyada per fer carreres igualades entre els equips i un entrenament ideal per a la Fórmula 1, l'any 2005 es va crear la GP2 Sèries una categoria monomarca que recollia el testimoni a la Fórmula 3000, perquè els seus pilots competissin usant el mateix xassís, el mateix motor i els mateixos pneumàtics, per demostrar la seva habilitat. A més d'aquest campionat que va disputar gran part de les seves carreres a Europa, va existir una sèrie paral·lela en el continent asiàtic denominada GP2 Àsia Series, entre 2008 i 2011. Es disputava durant el descans de la categoria europea, GP2 Sèries, usualment entre desembre i març, amb els mateixos equips i diversos pilots de la categoria europea.

### FIA Formula 2
El 2017 es produeix un canvi de nom de la competició i de cara a la temporada 2018 es realitzarà un canvi de reglament que substitueix els anteriors motors V8 Atmosfèrics per uns V6 Turbo, més similars als que s'utilitzen en la Formula 1 des de 2014.

## El monoplaça
|                          | Dallara GP2 (2005-2017)           | Dallara F2 (2018-Actualitat)      |
| ------------------------ | --------------------------------- | --------------------------------- |
| Motor                    | Mecachrome V8 4.0 L. (Atmosfèric) | Mecachrome V6 3.4 L. (Turbo)      |
| Potència                 | 612 cv                            | 620 cv                            |
| Reconstruït cada         | 3600-4000km                       | 8000 km                           |
| Caixa del canvi          | 6 Velocitats                      | 6 Velocitats                      |
| Velocitat màxima (Monza) | 330 km/h                          | 335 km/h                          |
| Tanc de gasolina         | 125 L.                            | 125 L. (injecció directa)         |
| Longitud                 | 5065 mm                           | 5224 mm                           |
| Amplitud                 | 1800 mm                           | 1900 mm                           |
| Base                     | 3120 mm                           | 3135 mm                           |
| Altura                   | 1072 mm                           | 1097 mm                           |
| Pes (amb pilot)          | 688 kg                            | 720 kg                            |
| DRS                      | Si                                | Si                                |
| Halo                     | No                                | Si                                |
| Frens                    | 6 pistons Brembo                  | 6 pistons Brembo                  |
| Pastilles de Fre         | Hitco                             | ?                                 |
| Electrònica              | Magneti Marelli Marvel 8 ECU/GCU  | Magneti Marelli SRG 480 ECU/GCU   |
| Pneumàtics               | Pirelli(2 opcions slick i mullat) | Pirelli(2 opcions slick i mullat) |

## Reglament

### Format de data
El divendres, els pilots tenen 45 minuts d'entrenaments lliures i 30 minuts de classificació. La sessió de classificació decideix l'ordre de graella per a la carrera llarga, que té una longitud de poc més de 170 quilòmetres (140 a Mònaco i 160 en Hungaroring).[cita 
La carrera curta té una durada de poc més de 120 quilòmetres (100 a Mònaco). La graella es decideix amb el resultat de la carrera llarga, invertint les primeres vuit posicions, per tant, el pilot que guanyés la carrera surt en la vuitena posició, i qui quedés vuitè, sortiria en la pole.[cita 

### Pneumàtics
Cada pilot disposa en cada ronda de 3 jocs del compost triat per l'organització més dur, dues del més tou i 3 de pluja.[cita 
En la carrera llarga és obligatori fer una parada en boxes a partir de la volta 6 per canviar els 4 pneumàtics del cotxe, en aquesta carrera cada pilot ha d'usar 2 compostos diferents.[cita 

### Sistema de puntuació
- Pole per a les carreres del dissabte: 4 punts.
- Carrera del dissabte: 25-18-15-12-10-8-6-4-2-1 punts pels deu primers.
- Carrera del diumenge: 15-12-10-8-6-4-2-1 punts pels vuit primers.
- Volta ràpida: 2 punt en cada carrera. El pilot que obtingui la volta ràpida ha d'haver finalitzat entre els 10 primers classificats.

## Campions
| Any  | Campionat de pilots | Campionat de pilots               | Campionat de pilots  | Campionat per equips |
| Any  | Pilot               | Cotxe                             | Escuderia            | Campionat per equips |
| ---- | ------------------- | --------------------------------- | -------------------- | -------------------- |
| 2005 | Nico Rosberg        | Dallara GP2/05 Renault/Mecachrome | ART Grand Prix       | ART Grand Prix       |
| 2006 | Lewis Hamilton      | Dallara GP2/05 Renault/Mecachrome | ART Grand Prix       | ART Grand Prix       |
| 2007 | Timo Glock          | Dallara GP2/05 Renault/Mecachrome | iSport International | iSport International |
| 2008 | Giorgio Pantano     | Dallara GP2/08 Renault/Mecachrome | Racing Engineering   | Campos Grand Prix    |
| 2009 | Nico Hülkenberg     | Dallara GP2/08 Renault/Mecachrome | ART Grand Prix       | ART Grand Prix       |
| 2010 | Pastor Maldonado    | Dallara GP2/08 Renault/Mecachrome | Rapax                | Rapax                |
| 2011 | Romain Grosjean     | Dallara GP2/11 Renault/Mecachrome | DAMS                 | Barwa Addax Team     |
| 2012 | Davide Valsecchi    | Dallara GP2/11 Renault/Mecachrome | DAMS                 | DAMS                 |
| 2013 | Fabio Leimer        | Dallara GP2/11 Renault/Mecachrome | Racing Engineering   | Russian Time         |
| 2014 | Jolyon Palmer       | Dallara GP2/11 Renault/Mecachrome | DAMS                 | DAMS                 |
| 2015 | Stoffel Vandoorne   | Dallara GP2/11 Renault/Mecachrome | ART Grand Prix       | ART Grand Prix       |
| 2016 | Pierre Gasly        | Dallara GP2/11 Renault/Mecachrome | Prema Racing         | Prema Racing         |
| 2017 | Charles Leclerc     | Dallara GP2/11 Renault/Mecachrome | Prema Racing         | Russian Time         |
| 2018 | George Russell      | Dallara F2 2018 Mercedes          | ART Grand Prix       | Carlin Motorsport    |
| 2019 | Nyck de Vries       | Dallara F2 2018 Mecachrome        | ART Grand Prix       | DAMS                 |
| 2020 | Mick Schumacher     | Dallara F2 2018 Mecachrome        | Prema Racing         | Prema Racing         |
| 2021 | Oscar Piastri       | Dallara F2 2018 Mecachrome        | Prema Racing         | Prema Racing         |
| 2022 | Felipe Drugovich    | Dallara F2 2018 Mecachrome        | MP Motorsport        | A definir            |